# 爆炸 (电影)
《爆炸》（羅馬尼亞語：Explozia）是一部1973年的羅馬尼亞劇情片，由米爾恰·德拉根執導，曾参选第八屆莫斯科國際電影節並获奖。

## 剧情
這部電影講述的是發生在1970年的真實事件，载有4000噸硝酸銨的“波塞顿”号船起火，将会摧毁加拉茨市，威胁着人民的安全。

## 演员
- 拉杜·贝里根（英语：Radu Beligan）
- 格奧爾基·迪尼察（英语：Gheorghe Dinica）
- 托马·卡拉玖（英语：Toma Caragiu）
- 德姆·勒杜列斯库（英语：Dem Radulescu）
- 尚恩·康斯坦汀（英语：Jean Constantin）
- 喬治·莫托伊（英语：George Motoi）
- 托马·迪米特留
- 科萊亞·羅圖（英语：Colea Rautu）
- 德拉加·奧爾泰亞努·馬泰（英语：Draga Olteanu Matei）